# Halieutichthys aculeatus
Halieutichthys aculeatus és l'única espècie del gènere Halieutichthys, un peix marí de la família Ogcocephalidae distribuït per la costa oest de l'oceà Atlàntic, des del centre dels Estats Units fins al sud del Brasil, així com pel mar Carib i el golf de Mèxic.